# Truppenübungsplatz Rembertow
Koordinaten: 52° 15′ 31″ N, 21° 9′ 39″ O

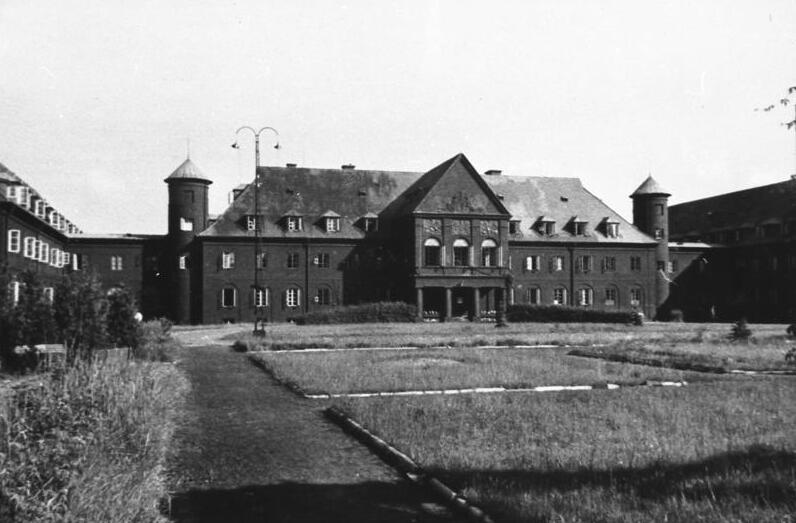
Campusanteil der Akademie für Nationale Verteidigung (Warschau) in Rembertów

Der Truppenübungsplatz Rembertów liegt am östlichen Stadtrand Warschaus im Stadtviertel Rembertów und wurde im Jahr 1888 als russischer Artillerieschießplatz eingerichtet. Nach der Wiedererlangung der polnischen Unabhängigkeit wurden die Kasernen und der Truppenübungsplatz durch die neue polnische Armee genutzt. 
Am 14. September 1939 wurde der Truppenübungsplatz durch die deutsche Wehrmacht erobert. Die Wehrmacht richtete den Übungsplatz zum Trainingszentrum für gepanzerte Verbände ein. Der Übungsplatz wurde umbenannt in Truppenübungsplatz Rembertau.
1944 wurde das Gelände durch die sowjetische Rote Armee erobert. Am Rande des Platzes richtete der sowjetische NKWD ein Durchgangs- und Verhörlager für Angehörige der polnischen Heimatarmee ein. Im sowjetischen Speziallager Nummer 10 waren rund 8000 polnische politische Häftlinge inhaftiert, die zum größten Teil nach Sibirien deportiert werden sollten. Am 21. Mai 1945 griffen Einheiten der polnischen Heimatarmee das Lager an und befreiten 446 Insassen.
Von 1944 bis zum 17. September 1993 nutzten sowjetische Militäreinheiten Teile des Geländes. Weitere Teile des Areals wurden bis 1954 durch die Kampftruppenschule (polnisch Centrum Wyszkolenia Piechoty) der polnischen Streitkräfte genutzt. Danach nutzte das Gelände die Akademie des Generalstabs und seit 1990 die Akademie für Nationale Verteidigung.